# Lisbon Challenger 1982
Il Lisbon Challenger 1982 è stato un torneo di tennis facente parte della categoria ATP Challenger Series nell'ambito dell'ATP Challenger Series 1982. Il torneo si è giocato a Lisbona in Portogallo dal 12 al 18 luglio 1982 su campi in terra rossa.

## Vincitori

### Singolare
Rocky Royer ha battuto in finale  Robbie Venter con il punteggio di 6–3, 1–6, 6–3

### Doppio
John Feaver /  Andrew Jarrett hanno battuto in finale  Richard Akel /  Eduardo Oncins con il punteggio di 7–5, 6–3